# افرایم کی. ویلسون دوم
افرایم کی. ویلسون دوم (به انگلیسی: Ephraim K. Wilson II) سناتور سابق عضو حزب دموکرات ایالات متحده آمریکا بود. وی در سال ۱۸۸۵ تا ۱۸۹۱ میلادی سناتور ایالت مریلند در سنای ایالات متحده آمریکا بود.